# Alexandru Vitencu
Alexandru Vitencu (n. 11 februarie 1878, Cernăuți, Austro-Ungaria – d. 20 aprilie 1962, Piatra-Neamț, Neamț, România) a fost un profesor român de limbă franceză din Cernăuți, care, s-a remarcat ca publicist al partidei naționale române în periodicele epocii și a susținut atât autodeterminarea românilor din Bucovina, cât și unirea provinciei cu România la sfârșitul Primului Război Mondial.
A activat, de asemenea, în calitate de expert tehnic (specialist în chestiuni de ordin etnic și geografic) din partea Ducatului Bucovinei la tratativele de pace de la Versailles și la Conferința de Pace de la Paris din 1919 (fără a avea însă calitatea propriu zisă de delegat).

## Biografie

### Anii de formare și familia
Era originar dintr-o într-o familie de răzeși din Broscăuții Vechi, bezirkul Storojineț. A avut un frate pe nume Vasile și un fiu pe nume Dragoș⁠(d), ultimul născut la 15 octombrie 1908, la Cernăuți.
A studiat în clasele primare la școala din satul natal și la Cernăuți, aboslvind gimnaziul Școalii Reale Superioare din capitala Bucovinei în 1900, după care, a fost admis la Facultatea de Filosofie a Universității din Cernăuți. S-a specializat ulterior la Unviersitatea din Grenoble.
Ca student, a fost membru al  Societății Academice „Junimea”, în cadrul căreia a devenit membru emerit (din 1906) și sprijinitor (din 1927).
În ultima parte a vieții a trăit la Piatra Neamț, începând in anul 1944, ca refugiat după ocupația Bucovinei de Nord, în același oraș cu fiul său și cu soția acestuia.

### Cariera
A predat limba franceză la Liceul Real-Ortodox din Cernăuți (Școala Reală Superioară) și a publicat documente și articole de istorie, de cultură sau politică, precum și patriotice, în diverse periodice ale epocii, aflându-se printre editorii care au înființat Glasul Bucovinei (și-a semnat articolele cu pseudonimul „Vițescu”). Împreună cu fratele său, Vasile, a redactat în perioada 1911-1914 Gazeta mazililor și răzeșilor bucovineni. A colaborat în 1919 la Bulletin d’informations roumaines, redactat de comitetul condus de Mircea Djuvara, cu scopul de a oferi informații opiniei publice străine cu referire la drepturilor naționale ale românilor. În 1942-1943 a colaborat la periodicul Revista Bucovinei.
S-a aflat printre semnatarii articolului programatic al unioniștilor bucovineni „Ce vrem ?” din primul număr din 22 octombrie 1918 al Glasului Bucovinei. Ca și expert tehnic pe probleme etnice și geografice la Conferința de Pace din 1919, a semnat alături de expertul în probleme financiare și economice Nicu Flondor, un memoriu remis delegației române la 7 iulie 1919, pentru a contribui la rezolvarea în interesul României a disensiunilor referitoare la stabilirea frontierei româno-polone în Bucovina.
A ocupat în perioada 1919–1939, funcția de director al Liceului Real-Ortodox din Cernăuți. A fost, de asemenea, vicepreședinte și președinte al Societății mazililor și răzeșilor din Bucovina, precum și vicepreședinte al Societății pentru Cultura și Literatura Română din Bucovina.

## Distincții
- Ordinul național „Steaua României”[2]
- Medalia „Răsplata Muncii pentru Învățământ”[2]
- Rangul  „Officier d’Academie” al decorației Ordinul Palmelor Academice (Franța)[2]

## Lucrări cunoscute
- Memoriu semnat de Nicu Flondor și Alexandru Vitencu către delegația română la Conferința de Pace de la Paris, 4 iulie 1919[8]
- Situation ethnographique en Bucovine, 1919, Paris, (materiale documentare pentru Conferința de Pace)[1]
- Istoricul Școlii Reale Ortodoxe din Cernăuți, 1924[2]
- Vechi documente moldovenești, 1925[2]
- Documente moldovenești din Bucovina. Colecția Ioan Baloșescul din Comarești, 1929[2]
- Sate străvechi din Bucovina de nord, 1944,[2]